# Litauen i olympiska vinterspelen 1992
Litauen deltog med sex deltagare vid de olympiska vinterspelen 1992 i Albertville. Ingen av landets deltagare erövrade någon medalj.